# Volodymyr Nosov
Volodymyr Nosov (1989, Járkiv, la RSS de Ucrania) es un empresario, inversor, filántropo, fundador y director ejecutivo ucraniano del intercambio de criptomonedas WhiteBIT.

## Biografía
Nació el 18 de julio de 1989 en Járkiv. Terminó la escuela secundaria No 131.
En 2007 Volodymyr Nosov empezó a trabajar como representante de ventas, luego trabajó como supervisor del departamento de HoReCa. El año siguiente recibió el cargo de jefe del departamento de ventas en una empresa que se especializaba en servicios de distribución.
En 2011 Nosov fundó una empresa de distribución.
En 2017 Volodymyr vendió su participación en la empresa e inició las actividades relacionadas con el criptomercado.
En 2018 el empresario fundó el intercambio de criptomonedas WhiteBIT. Para el año 2022 WhiteBIT es el intercambio de criptomonedas más grande de Europa.
El intercambio de criptomonedas coopera con Diia, Netflix, Lifecell, Monobank.

## Caridad
Desde el comienzo de la agresión a gran escala por parte de la federación de Rusia el 24 de febrero de 2022 el intercambio de criptomonedas WhiteBIT de Volodymyr Nosov ha recaudado 50.000 dólares estadounidenses para ayudar a Ucrania. Más de 200.000 personas han recibido apoyo financiero. Una parte de los fondos ha sido transferida a las organizaciones humanitarias, a los voluntarios y fundaciones benéficas, incluidas United 24, Fundación Benéfica de Serhii Prytula, Tabletochki, Fundación Benéfica WhitePay y otras.
En la primavera de 2022 WhiteBIT comenzó a cooperar con el Ministerio de Relaciones Exteriores. WhiteBIT trabaja para brindar apoyo organizativo y técnico al Centro Anticrisis del Ministerio de Relaciones Exteriores y al centro de atención telefónica las 24 horas, que dan consultas a los ciudadanos ucranianos que se vieron obligados a buscar refugio en el extranjero por causa de la guerra.
El 30 de mayo de 2022 en una subasta benéfica el intercambio de criptomonedas WhiteBIT compró por 900,000 dólares estadounidenses el premio ganado por la Orquesta Kalush en Eurovisión: un micrófono de cristal.
En septiembre de 2022, por iniciativa de Nosov, WhiteBIT se convirtió en patrocinador oficial de Medio Maratón de Valencia, Valencia Trinidad Alfonso Zurich, con el objetivo de llamar la atención del mundo sobre la guerra en Ucrania.
El 5 de noviembre de 2022, en la subasta benéfica RM Sotheby's en Londres, Volodymyr Nosov adquirió el automóvil del cantante Freddie Mercury, Rolls-Royce Silver Shadow fabricado en 1974. El lote fue comprado por 250.000 libras esterlinas. Los ingresos financieros serán utilizados para construir un centro de rehabilitación y prótesis en Ucrania.

## Vida privada
Está casado con Iryna Nosova. La pareja tiene dos hijas: Kira y Snizhana.